# Orquestra Filharmònica
L'Orquestra Filharmònica de l'obra sindical d'Educació i Descans es va fundar, a Girona, el mes de maig de 1941. L'orquestra, formada essencialment per músics militars i professors de la població, va fer diversos concerts ais teatres Municipal i Albéniz. La direcció va anar a càrrec del músic major de la Banda del Regiment Alcántara 33, Ramón Amau Serrano. La seva trajectòria va ser efímera. El primer concert públic es va fer el mes de maig de 1941 i l'últim per les fires i festes de Sant Narcís de 1942. Lluís Brugués apunta que les causes de la seva desaparició van ser fonamentalment, econòmiques.